# Хмельники (село, Переславский район)
Хмельники — село в бывшем Нагорьевском сельском поселении Переславского района Ярославской области.

## История
В 1689 году местный помещик думный дворянин Михаил Тимофеев Лихачёв вблизи деревни Хмельников построил вновь церковь во имя Воскресения Христова. В 1746 году вместо этой церкви помещик Михаил Петрович Салтыков построил новую деревянную церковь в честь того же праздника.
В 1806 году на средства прихожан при помощи помещика Спиридова устроен каменный храм с колокольнею. Через два года в этом храме в западной стороне устроена трапеза с двумя приделами. В 1886 году эта трапеза была распространена. Престолов в церкви три: в холодной в честь обновления храма Воскресения Христова в Иерусалиме, в приделах тёплых в честь Покрова Пресвятой Богородицы и святого Николая Чудотворца.
Как особенно драгоценная святыня в церкви сохранялась капля крови от мощей святого апостола Павла на бумаге с надписью «S. Apos. Pauli».
В приходе с 1872 года была земская школа.
С Хмельниками связано[как?] имя режиссёра и театрального педагога Эдуарда Боякова.

## Население
| 1859 | 1905 |
| ---- | ---- |
| 491  | 640  |

| 1859 | 1897 | 1905 | 1926 | 2007 | 2008 | 2010 |
| ---- | ---- | ---- | ---- | ---- | ---- | ---- |
| 491  | ↗582 | ↗640 | ↘623 | ↘12  | →12  | ↗16  |